# Пасторс, Элен
Элен Пасторс (нидерл. Hélène Passtoors, род. 9 августа 1942? Эйндховен) — бельгийская журналистка. Пасторс известна как бельгийско-голландская активист, лингвист, журналист, борец против апартеида и соучастница взрыва бомбы, совершенного южноафриканским АНК. Она также известна как Элен Маринис Пасторс и имеет бельгийское гражданство.

## Образование
Пасторс начала изучать химию, но прервала учебу, чтобы пройти курс химических исследований в лабораториях Shell в Амстердаме, что предлагало ей финансовую независимость. Но она также имела большой интерес к языкам и литературе, обучалась книготорговле и издательскому делу и работала в сфере импорта книг, прежде чем вернуться на работу в химическую лабораторию американской компании, предложившей ей стажировку в США.

## США и Африка
Пасторс жила в США с 1964 по 1967 год, где вышла замуж за бельгийского антрополога Пьера Ван Лейнселе (Pierre Van Leynseele). У них было четверо детей. С 1967 по 1974 год они жили в Конго в кампусе Университета Лованиум в Киншасе. Ван Лейнсил преподавал антропологию и проводил исследования рыбацкого народа либинзы, жившего на реке Нгири в месте слияния рек Конго и Убанги. Пасторс решила изучать африканскую филологию и впоследствии провела исследование языка либинза. После студенческих восстаний против президента Мобуту в 1971 году университет был национализирован, и ситуация постепенно ухудшалась. Они покинули Конго в 1974 году. Ван Лейнзеле получил докторскую степень, а Пасторс — докторскую степень по африканской лингвистике в Лейденском университете в Нидерландах. После этого Пасторс работала ассистентом на кафедре африканской лингвистики, проводила исследования языка аньи-бауле в Кот-д’Ивуаре, посетила Гану и другие страны Западной Африки в качестве лингвиста. Она была связана с исследовательским отделом африканских языков Музея Африки в Тервюрене (Бельгия) и с Национальным центром научных исследований в Париже.

## Африканский национальный конгресс
В начале 1980-х годов Пасторс уехала в Мапуту, столицу Мозамбика, со своим вторым мужем, голландцем Клаасом Де Йонге, и работала лингвистом по мозамбикским языкам в Университете Эдуардо Мондлане. В этот период она подружилась с Джо Слово, ведущим членом южноафриканской организации «Африканский национальный конгресс» (АНК), и его женой Рут Ферст, которая была директором Центра мозамбикских исследований в том же университете.
В конце 1981 года АНК обратился к Пасторс и Де Йонге с просьбой активно поддержать АНК в вооруженной борьбе с секретными миссиями в Южной Африке. В 1982 году Пасторс стала членом АНК. Однако присутствие АНК в Мозамбике стало крайне ограниченным после заключения Соглашения Нкомати с режимом апартеида в начале 1984 года. Де Йонге и Пасторс развелись. Де Йонге переехал в Зимбабве, а Пасторс — в Йоханнесбург, где она работала в Университете Витватерсранда, а также продолжила свою подпольную работу в АНК.
За почти четыре года работы (1981—1985) в подразделении специальных операций АНК Умконто ве сизве она участвовала подготовке взрыва на Чёрч-стрит в Претории напротив штаб-квартиры ВВС в Претории в мае 1983 года, в результате которого погибло 19 человек (в том числе мирные жители) и более 200 получили ранения. Тогда заминированный автомобиль стал ответом на убийство Рут Ферст в Мапуту, ночную резню из-за режима апартеида в 1982 году членов АНК и мирных жителей Лесото в Масеру (42 погибших) и нападение на членов АНК в Хараре, Зимбабве (21 смерть).
В июне 1985 года Пасторс была арестована в Южной Африке и провела восемь месяцев в одиночной камере полиции безопасности на Джон-Ворстерплейн в Йоханнесбурге. В мае 1986 года её обвинили в государственной измене и приговорили к десяти годам тюремного заключения. Нападение на Керкстраат в 1983 году не фигурировало в обвинительном заключении. Во время своего заключения она получила степень бакалавра истории на заочном курсе Университета Южной Африки. Она была освобождена в 1989 году после вмешательства бельгийского правительства. В течение следующих нескольких лет она представляла АНК в многочисленных мероприятиях против апартеида в Европе.

## Комиссия истины и примирения
В 1996 году Пасторс подала заявление об амнистии в Комиссию истины и примирения. О её заявлении об амнистии стало известно в южноафриканских и бельгийских СМИ, а вместе с ним и было обнародовано признание её роли в террористическом акте. 10 и 17 декабря 2013 года она описала в статье в бельгийском еженедельнике Humo, как привезла заминированный автомобиль в Преторию, а также свои собственные сомнения и дебаты внутри АНК по поводу выбора цели в связи с жертвами среди мирных граждан. В 2001 году Пасторс уже сделала аналогичную публикацию в Beeld, африканерской ежедневной газете в Южной Африке после разговора с журналисткой Андре Преториус. В 2002 году Пасторс была амнистирована, а Комиссия истины и примирения признала нападение законным и соразмерным согласно международному праву, несмотря на ужасные последствия и жертвы среди гражданского населения.

## Журналистика
С момента своего освобождения в 1989 году до отъезда в Чили в 1992 году Пасторс работала в внешнеполитическом отделе АНК и в представительстве Бельгии, Люксембурга и Европейского Союза в Брюсселе. Она также была членом комитета по будущей языковой политике АНК и путешествовала по Зимбабве и Замбии. В этом контексте в период 1990—1992 годов АНК дважды подавала заявку на «компенсацию» (освобождение от судебного преследования для возвращающихся членов АНК) для ее возвращения в Южную Африку в связи с переговорами между АНК и правительством апартеида. Оба раза Претория отвечала отказом. Затем по соображениям безопасности АНК приказал ей пока не возвращаться в Южную Африку.
В те годы она также работала редактором в еженедельном журнале De Rode Vaan, затем в Markant и публиковала репортажи в Никарагуа и Кубе. В 1992 году Служба радионовостей BRT (Бельгийское радио и телевидение, предшественник VRT) назначила ее корреспондентом в Южной Америке (за исключением Аргентины и Бразилии). В сентябре 1992 года она поселилась в Чили, где также работала с еженедельным журналом Parina Abierta. 11 сентября 1993 года BRT внезапно прекратило корреспонденцию Пастоорс «к своему большому сожалению» в результате сильного давления, оказанного крайне правой партией «Флаамс Блок» (ныне «Флаамс Беланг») на основании ее политического прошлого.
Пасторс решила уединиться на небольшой ферме в прибрежных горах Чили, подрабатывала фрилансером и перевела сборник стихов поэтессы мапуче Эликуры Чиуайлаф на грант от Министерства образования Чили.
В 2002 году она приехала в Бельгию и работала редактором CETRI в Лувен-ла-Нев. В 2003 и 2004 годах она впервые вернулась в Южную Африку, путешествовала по стране и делала репортажи, используя гранты на работу от бельгийского Фонда журналистики Паскаля Декрооса и Фонда специальных журналистских проектов в Амстердаме. В 2011 году она получила высшую южноафриканскую награду для иностранных граждан — серебряный «Орден сподвижников ОР Тамбо».
Пасторс на пенсии, живет в Валлонии (Бельгия) и регулярно ездит в Южную Африку. У нее четверо детей и восемь внуков.

## Внешние ссылки
- История Южной Африки онлайн